# Komorskogsduva
Komorskogsduva (Columba pollenii) är en fågel i familjen duvor inom ordningen duvfåglar.

## Utbredning och systematik
Fågeln förekommer i främst vintergröna skogar på hög höjd i Komorerna. Den behandlas som monotypisk, det vill säga att den inte delas in i några underarter.

## Status
IUCN kategoriserar arten som nära hotad.

## Namn
Fågelns vetenskapliga artnamn hedrar François Paul Louis Pollen (1842–1866), fransk naturforskare och samlare av specimen på Madagaskar 1863–1866.